# Expedición 46
La Expedición 46 fue la 46ª estancia de larga duración en la Estación Espacial Internacional.

Serguéi Vólkov, Mikhail Korniyenko y Scott Kelly fueron transferidos de la Expedición 45, los dos últimos como parte de su estancia de un año a bordo de la ISS. La Expedición 46 empezó tras el regreso de la Soyuz TMA-17M en noviembre de 2015 y finalizó con el regreso de la Soyuz TMA-18M el 1 de marzo de 2016. La tripulación de la Soyuz TMA-19M fue transferida entonces a la Expedición 47.

## Tripulación
| Posición             | Primera parte Noviembre de 2015                | Segunda parte Noviembre de 2015 a marzo de 2016        |
| -------------------- | ---------------------------------------------- | ------------------------------------------------------ |
| Comandante           | Scott Kelly, NASA Cuarto vuelo espacial        | Scott Kelly, NASA Cuarto vuelo espacial                |
| Ingeniero de vuelo 1 | Mikhail Korniyenko, RSA Segundo vuelo espacial | Mikhail Korniyenko, RSA Segundo vuelo espacial         |
| Ingeniero de vuelo 2 | Serguéi Vólkov, RSA Tercer vuelo espacial      | Serguéi Vólkov, RSA Tercer vuelo espacial              |
| Ingeniero de vuelo 3 |                                                | Sergei Zalyotin, RSA Tercer vuelo espacial             |
| Ingeniero de vuelo 4 |                                                | Timothy Peake, ESA (Reino Unido) Primer vuelo espacial |
| Ingeniero de vuelo 5 |                                                | Timothy Kopra, NASA Segundo vuelo espacial             |

FuenteSpacefacts